# Yume Kōjō: Doki Doki Panic
Yume Kōjō: Doki Doki Panic är ett TV-spel utvecklat av Nintendo som släpptes är till Famicom Disk System i Japan år 1987. Spelet var del av en överenskommelse med Fuji TV där Nintendo skulle utveckla ett spel med maskotkaraktärerna från mässan Yume Kōjō. När spelet skulle släppas i den nordamerikanska och europeiska marknaderna konverterades det till en uppföljare för Super Mario Bros. och år 1988 respektive 1989 släpptes spelet som Super Mario Bros. 2 till Nintendo Entertainment System i dessa marknader. I Japan hade en uppföljare till Super Mario Bros. redan släppts, men det ansågs vara för svårt för den västerländska marknaden. Det spelet släpptes dock senare utanför Japan i samlingen Super Mario All-Stars under namnet Super Mario Bros.: The Lost Levels. I Japan släpptes Mario-versionen av Yume Kōjō: Doki Doki Panic senare som Super Mario USA.

### Fotnoter
1. ↑  ”Den modige rörmokaren jubilerar”. Dagens nyheter. 26 juli 2006. http://www.dn.se/spel/spel-hem/den-modige-rormokaren-jubilerar/. Läst 7 mars 2017.
2. ↑  The Secret History of Super Mario Bros. 2